# Carsten Ahrens
Carsten Ahrens (* 21. April 1961 in Buchholz in der Nordheide; † 5. April 2023 in Berlin) war ein deutscher Kunsthistoriker. Er war stellvertretender Direktor der Kestner Gesellschaft in Hannover, dann Direktor des Mönchehaus Museums Goslar und des Museums Weserburg in Bremen.

## Biografie
Ahrens studierte nach dem Abitur 1981 Kunstgeschichte, Allgemeine und Vergleichende Literaturwissenschaft und Theaterwissenschaft an der Freien Universität Berlin, sowie Angewandte Theaterwissenschaft an der Justus-Liebig-Universität Gießen. Ab 1986 war er zunächst als wissenschaftlicher Assistent, dann als Kurator und von 1994 bis 2003 Stellvertretender Direktor der Kestnergesellschaft in Hannover tätig. Ahrens heiratete 1990. Im September 2004 wurde er Direktor des Mönchehaus Museum für moderne Kunst in Goslar.

### Arbeit in der Weserburg
Ahrens wurde als Nachfolger des Gründungsdirektors Thomas Deecke (1991 bis 2005) am 1. November 2005 Direktor der Weserburg.
Konzeptionell strebte er eher an, Privatsammlungen verstärkt auszustellen, als die Entwicklung auch der inzwischen angewachsenen eigenen Sammlung fortzuführen. In diesem Zusammenhang der Aufgabe eigener Bestände ist zu sehen, dass er 2010 in einer Aufsehen erregenden Aktion zwei der bedeutendsten Gemälde (Gerhard Richters Matrosen und Franz Gertschs Luciano I) aus dem Besitz des Museums (Schenkung der Stiftung Ludwig-Roselius-Museum Bremen an die Weserburg 2005) versteigern ließ, um den Museumsbau zu sanieren, was dem Haus zwar rund 10 Mio. Euro, aber auch fast einhellige Ablehnung der Fachöffentlichkeit einbrachte, die darin einen Tabubruch und problematischen Präzedenzfall sah. Den seit 2010 akut wachsenden Finanzproblemen des Hauses versuchte Ahrens durch ein Konzept der Verschlankung (u. a. Halbierung der Ausstellungsfläche) zu begegnen. Zugleich wuchs die Kritik im Feuilleton, der lokalen Presse und Kunstszene, sodass Ahrens trotz zustimmender Aufnahme seines Konzepts im Stiftungsrat am 10. Juni 2013 zurücktrat.